# 1981 en arts plastiques
| Années des arts plastiques : 1978 - 1979 - 1980 - 1981 - 1982 - 1983 - 1984    |
| Décennies des arts plastiques : 1950 - 1960 - 1970 - 1980 - 1990 - 2000 - 2010 |

Cette page concerne l'année 1981 en arts plastiques.

## Œuvres
- Die Mädchen von Olmo II, huile sur toile de Georg Baselitz conservé au musée national d'Art moderne.

## Décès
- 3 janvier : Charles de Stuers, peintre néerlandais (° 10 décembre 1894),
- 6 janvier : Eugène-Marcel Mougin, peintre post-impressionniste français  (° 28 juin 1895),
- 27 janvier : Lucien Le Guern, peintre et religieux français (° 14 novembre 1914),
- 1er février : Aleksandra Beļcova, peintre russe et lettone (° 17 mars 1892),
- 4 février : Zdzisław Cyankiewicz, peintre polonais (° 18 août 1912),
- 9 février : Alexis Kalaeff, peintre français d'origine russe (° 16 mars 1902),
- 11 février : Bruno Edan, peintre et poète français (° 12 avril 1957),
- 13 mars : Paul Ackerman, peintre et lithographe roumain (° 17 septembre 1908),
- 15 mars : Emanuele Cavalli, peintre italien (° 29 novembre 1904),
- 23 mars : Paul Rémy, peintre français (° 4 octobre 1897),
- 29 mars : Jean Gorin, peintre et sculpteur français (° 2 décembre 1899),
- 5 avril :
  - Franco Gentilini, peintre italien (° 4 août 1909),
  - Pinchus Krémègne, peintre et lithographe français d'origine russe (° 28 juillet 1890),
- 6 avril : Jean Signovert, peintre, dessinateur et graveur français (° 24 avril 1919),
- 8 avril : Eileen Reid, peintre et musicienne irlandaise (° 1894),
- 15 avril : Valentine Prax, peintre française (° 23 juillet 1897),
- 23 avril : Henryk Józewski, peintre et homme politique polonais (° 6 août 1892),
- 3 mai : Anna Garcin-Mayade, peintre et résistante française (° 17 janvier 1897),
- 11 mai : Ivo Pannaggi, peintre et architecte italien (° 28 août 1901),
- 17 mai : Marguerite Frey-Surbek, peintre suisse (° 23 février 1886),
- 21 mai : Raymond Meuwly, peintre et sculpteur suisse (° 23 mars 1920),
- 30 mai : Georges Manillier, peintre, architecte et professeur français (° 23 mai 1906),
- 2 juin : Pierre Mondan, peintre français (° 30 janvier 1900),
- 8 juin : François Garnier, peintre et illustrateur français (° 27 avril 1914),
- 12 juin : François Méheut, peintre et sculpteur français (° 23 mars 1905),
- 19 juin : Jerzy Adam Brandhuber, peintre polonais (° 23 octobre 1897),
- 1er juillet : Zdeněk Burian, peintre et illustrateur austro-hongrois puis tchécoslovaque (° 11 février 1905),
- 6 juillet : Francis Tailleux, peintre français (° 18 mars 1913),
- 10 juillet : Roland Oudot, peintre et lithographe français (° 23 juillet 1897),
- 12 juillet : Roger Chastel, peintre français (° 25 mars 1897),
- 13 juillet : René Chancrin, peintre français (° 2 avril 1911),
- 17 juillet : Roland Oudot, peintre et lithographe français (° 29 juillet 1897),
- 28 juillet : Claude Mallmann, peintre, illustrateur et graveur français (° 25 novembre 1915),
- 13 août : René Levrel, peintre et lithographe français (° 12 mars 1900),
- 15 août : Kathleen Quigly, vitrailliste, illustratrice et peintre irlandaise (° 6 mars 1888),
- 26 août : Maurice Ehlinger, peintre français (° 25 septembre 1896),
- 30 août : Konrāds Ubāns, peintre letton (° 31 décembre 1893),
- 21 septembre :
  - Marcelle Cahn, peintre française (° 1er mars 1895),
  - Laure Malclès-Masereel, peintre, lithographe et artiste graphique belgo-française (° 8 mai 1911),
- 22 septembre : Giovanni Bragolin, peintre italien (° 15 janvier 1911),
- 29 septembre : André Planson, peintre français (° 10 avril 1898),
- 30 septembre : Ezio Moioli, peintre italien (° 24 février 1902),
- 1er octobre : Malcolm de Chazal, poète, écrivain et peintre mauricien (° 12 septembre 1902),
- 9 octobre : Jean-Claude Fourneau, peintre français (° 28 mars 1907),
- 19 octobre : Lucienne Leroux, peintre française (° 20 juillet 1903),
- 29 octobre : Pierre Noël, peintre et illustrateur français (° 23 mai 1903),
- 6 novembre : Jean Souverbie, peintre et décorateur de théâtre français (° 21 mars 1891),
- 7 novembre: Jean Legros peintre et sculpteur abstrait géométrique français (° 19 février 1917),
- 13 novembre : Jules-René Hervé, peintre français (° 14 avril 1887),
- 22 novembre : Roger Schardner, peintre, dessinateur et lithographe (° 2 mai 1898),
- 24 novembre : Krikor Bédikian, peintre d’origine arménienne (° vers 1908),
- 5 décembre : Claude Domec, peintre français (° 3 juillet 1902),
- 8 décembre : Lucien Mathelin, peintre français (° 15 août 1905),
- 28 décembre : Bram Van Velde peintre néerlandais (° 19 octobre 1895),
- ? :
  - Marcello Avenali, peintre et aquarelliste italien (° 16 novembre 1912),
  - Alexandre Frenel, peintre franco-israélien (° 10 août 1899),
  - Witold Januszewski, peintre et illustrateur polonais devenu français (° 2 février 1915),
  - Emanuel Proweller, peintre français d'origine polonaise (° 1918).